# Dschamschidiye-Park

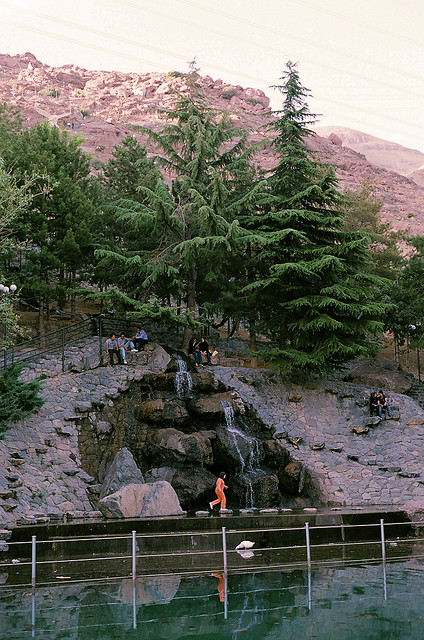
Dschamschidieh-Park

Der Dschamschidieh-Park (Parke-e Sangi-e Jamshidjieh, auch Jamshidieh-Park oder Dschamschidieh-Steingarten) ist ein Park  im Norden von Teheran. Der erste Eingang liegt auf 1.820 m Meereshöhe, der zweite auf 2.100 m. Der Park befindet sich am Fuße des Kolaktschal-Berges im Stadtteil Niavaran, misst einschließlich der ihn umgebenden angelegten Berghänge rund 100 Hektar und gilt als einer der schönsten und malerischsten Parks der Stadt.
Der Park wurde ab 1973 in mehreren Bauphasen angelegt. Für die Gestaltung verwendete man besonders ausgewählte Steinplatten und Bruchsteine. Der Park integriert außerdem zwei natürliche Elemente: Schwarzen Stein und Blumen. Künstliche Wasserläufe ziehen sich durch das gesamte Areal, einschließlich eines künstlichen Wasserfalls und eines Sees. Im Park stehen mehrere Stein- und Metall-Skulpturen. 1994 erweiterte man den Park durch einen nach Ferdowsi benannten Garten.
In dem Park befinden sich zahlreiche Restaurants und traditionelle Teehäuser, die die ethnische Vielfalt des Iran repräsentieren. Weiterhin findet man Picknikbereiche und Wanderwege, die grandiose Ausblicke auf Teheran eröffnen und bis zum Gipfel des Berges führen. Auch ein Amphitheater und eine Kinder- und Jugendbibliothek des Kanun-e Parvaresh liegen im Park.
Der Dschamschidieh-Park wurde während der Pahlavi-Ära im Gedenken an den Kadscharenprinzen Dschamschid Davallu Qajar gegründet, der ihn wiederum Farah Pahlavi widmete. Auch in der Zeit nach der Islamischen Revolution wurde die Anlage gepflegt und erweitert.